# Font-File Format
Font-File est un format de police matricielle ou vectorielle de Microsoft utilisé dans Windows 2.x et les versions ultérieures de Windows. Les fontes .fnt, au format Font-File, sont ajoutées comme resources à un fichier .exe renommé en .fon.